# Anselm Franz
Dr. Anselm Franz (Schladming, 21 gennaio 1900 – Bridgeport, 18 novembre 1994) è stato un ingegnere aeronautico austriaco.
Noto per aver sviluppato il primo motore a reazione ad entrare in servizio operativo durante la seconda guerra mondiale, lo Jumo 004, fu poi trasferito negli Stati Uniti durante l'operazione Paperclip insieme ad altri scienziati tedeschi. A partire dall'inizio degli anni cinquanta diventerà il responsabile dello sviluppo dei motori turboalbero Lycoming T53 e T55, e del PLF1A-2, il primo turbofan ad alto rapporto di diluizione.

## Biografia
Nato a Schladming in Austria nel 1900, Franz studiò ingegneria meccanica all'Università tecnica di Graz e conseguì, nel 1940, un dottorato all'Università di Berlino. Lavorò per un certo periodo presso un'azienda di Berlino dove sviluppò dei convertitori di coppia.

### Junkers Aircraft
Nel 1936, fu assunto alla Junkers, dove, per gran parte degli anni trenta, dirigeva lo sviluppo di turbocompressori per motori aeronautici a pistoni.
Nello stesso periodo, Hans von Ohain stava sviluppando presso la Heinkel il suo prototipo alimentato ad idrogeno HeS 1, ma fu solo dopo il primo volo dell'Heinkel He 178 (spinto dal nuovo motore HeS 3)  che Helmut Schelp e Hans Mauch, del Reichsluftfahrtministerium (il Ministero dell'Aria del Reich), promossero lo sviluppo della propulsione a reazione presso i costruttori di motori.
Otto Mader, della Junkers, fu favorevolmente impressionato dalla dimostrazione del motore di von Ohain, ma fece presente che pur convinto dell'idea non avrebbe avuto nessuno in grado di lavorarci. Schelp suggerì che Franz sarebbe stato perfetto per quel lavoro, considerando la sua esperienza nel campo dei turbocompressori.
Il programma fu quindi lanciato qualche mese dopo, limitato inizialmente ad un ristretto numero di tecnici del reparto turbocompressori. A differenza del progetto della Heinkel che impiegava un compressore centrifugo, lo Jumo avrebbe usato un compressore assiale in modo da minimizzare l'area frontale del motore e la relativa resistenza aerodinamica di forma. Con questa eccezione, il resto del motore era di concezione abbastanza conservativa, con una serie di sei tubi di fiamma contenuti in un involucro anulare (al posto di un singolo combustore anulare) e un rapporto di compressione limitato a 3,14:1. Franz decise, infatti, di puntare alla velocità di sviluppo e successiva produzione in serie, piuttosto che cercare le migliori prestazioni possibili.
La prima prova al banco dello Jumo 004A avvenne nella primavera del 1940. Il 15 marzo 1942 fu provato in volo su un Messerschmitt Bf 110 mentre il 18 luglio dello stesso anno il Messerschmitt Me 262 decollava per la prima volta con una coppia di 004A, appena trenta mesi dopo l'inizio della progettazione del motore. Alla fine del conflitto mondiale furono prodotti seimila esemplari del motore che furono installati sulla quasi totalità dei velivoli a getto in dotazione alla Luftwaffe.

### Operazione Paperclip

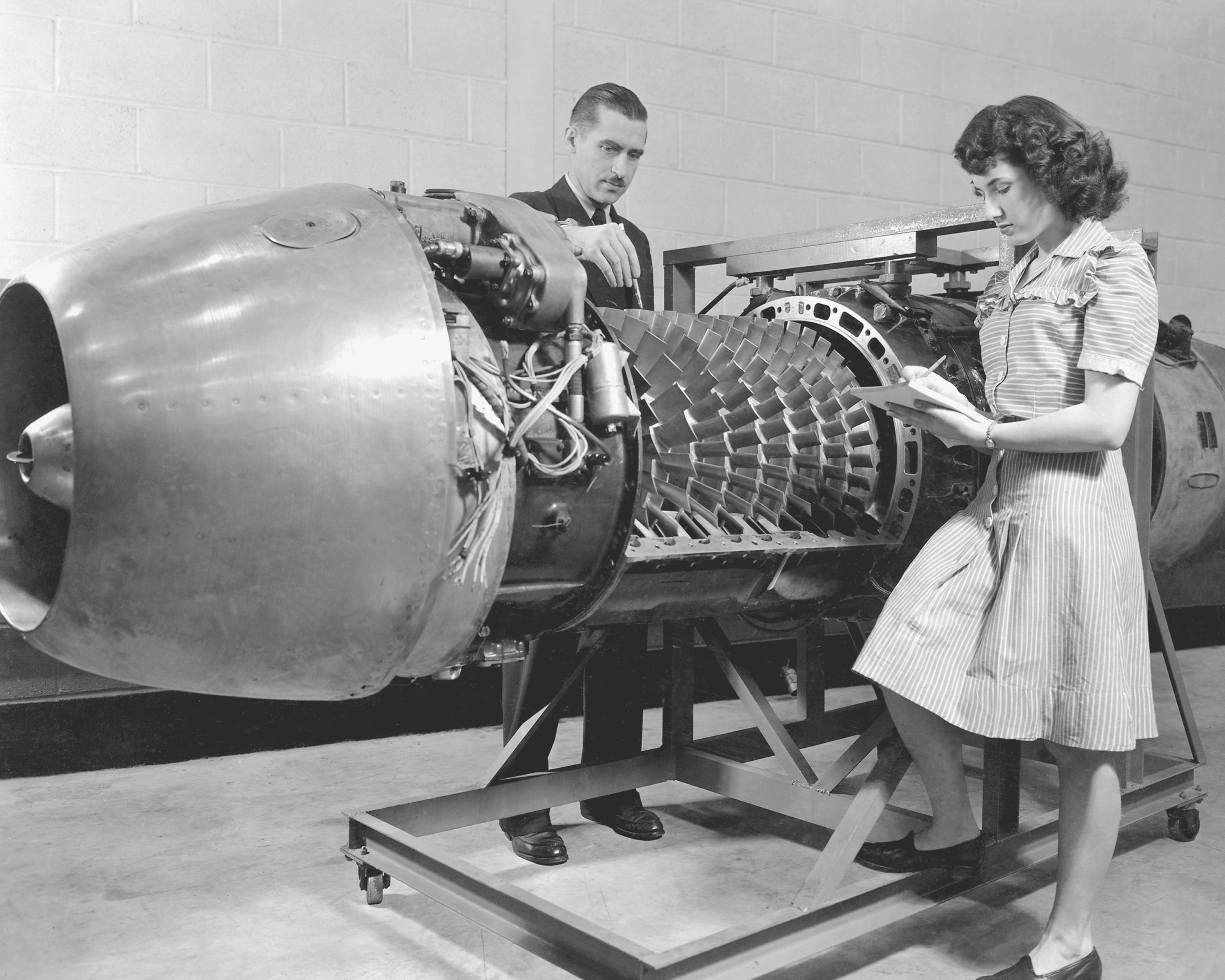
Uno Junkers Jumo 004 requisito dagli Stati Uniti durante la seconda guerra mondiale e studiato nel 1946 presso i laboratori del National Advisory Committee for Aeronautics a Cleveland.

Dopo la guerra, Franz fu trasferito negli Stati Uniti durante l'Operazione Paperclip, e collaborò con la USAF su questioni legate ai motori a reazione presso la Wright-Patterson Air Force Base. Era noto per continuare ad indossare il suo vecchio cappotto militare in pelle, sebbene con i distintivi nazisti rimossi.

### Lycoming
Nel 1951 fu assunto dalla Lycoming per mettere in piedi un nuovo reparto dedicato ai motori a turbina in una fabbrica (altrimenti inutilizzata) a Stratford nel Connecticut. Franz decise quindi di focalizzarsi su una tipologia di motori ancora non esplorata dagli altri costruttori (General Electric e Pratt & Whitney), dedicandosi esclusivamente a motori per elicotteri. Il suo primo progetto, il T53, sarebbe in seguito diventato uno dei più fortunati motori turboalbero della storia, installato sugli elicotteri Bell UH-1 Iroquois e AH-1 Cobra, e sull'aereo da attacco al suolo Grumman OV-1 Mohawk. A questo seguì il più grande T55, poi convertito anche in un piccolo turboventola. Negli anni sessanta progettò un motore a turbina per carri armati che darà vita all'Honeywell AGT1500, installato sull'M1 Abrams.
Franz, diventato vice presidente, lasciò la Lycoming per andare in pensione nel 1968. Insignito della medaglia per il servizio civile della U.S. Army, del Tom Sawyer Award della American Society of Mechanical Engineers, e della Grand Decoration of Honor dell'Austria, morì a Bridgeport nel Connecticut il 18 novembre del 1994.